# 天日別命
天日別命（あめのひわけのみこと、生没年不詳）は、古代日本の豪族で初代伊勢国造。

## 概要
『伊勢国風土記』逸文によると、神武東征に従って紀伊国熊野村に到り、さらに金烏（金鵄）に導かれて菟田下県に到った。この時、神武天皇は大伴日臣命に長髄彦を早急に討伐するように詔し、それと共に天日別命にも「天津の方に国が有る。その国を平けよ」と勅命を下し、標劔を下賜した。天日別命は勅命に従って東方数百里の邑に到ると、そこに伊勢津彦という神がいた。天日別命は「汝の国を天孫に献上するか」と問うと、伊勢津彦は「吾はこの国を求め居住して久しい。敢えて命令を聞かない」と答えた。そこで、天日別命は兵を起こして伊勢津彦を殺そうとしたため、伊勢津彦は恐れて「吾は国を悉く天孫に献上しよう。吾は敢えて居ることもない」と言った。これに対して天日別命は退去する証拠を求めたため、伊勢津彦は「吾は今夜を以て八風を起こして海水を吹き、波浪に乗ってまさに東に入る。これが即ち吾が退いた由である」と答えた。天日別命は兵を整えてその様子を窺うと、夜間に大風が起こって波を打ちあげ、太陽のように光り輝いて陸海が共に明るくなり、波に乗って東へ去った。天日別命は平定を復命すると、神武天皇はこれに大変喜んで「国は国神（伊勢津彦）の名を取って伊勢と号せ」と詔した。また宅地として大倭国の耳梨村を下賜したとされている。
『伊勢国風土記』逸文では天日別命を天御中主尊の十二世孫とし、『新撰姓氏録』左京神別の伊勢朝臣条では天底立命の孫という系譜を伝える。また、『皇太神宮儀式帳』などに見える建夷方命は『伊勢二所太神宮神名秘書』において天日別命の五世孫とされる。
桑名宗社に合祀された式内社の中臣神社は天日別命を祭神とする。